# Paul Emond
Pour les articles homonymes, voir Emond.
Paul Emond (né à Bruxelles en 1944) est un romancier, auteur dramatique et essayiste belge, membre de l'Académie royale de langue et de littérature françaises de Belgique.

## Biographie
Paul Emond poursuit des études de lettres à l'université catholique de Louvain, où il obtient une licence en philologie romane et devient peu après assistant dans la même université. Sa thèse de doctorat, La Mort dans le miroir (1973) est consacrée à La Noire, une œuvre du romancier Jean Cayrol ; « il y pose la question de la représentation littéraire qui va sous-tendre toute sa démarche de création : montrer « le caractère mensonger de toute fiction romanesque qui prétend raconter une histoire vraie, qui entend cacher son caractère fictif ». »,.
Durant la même période, il se lie d'amitié avec le poète Alexis Gayo. Il séjourne en Tchécoslovaquie de 1973 à 1977 où il découvre tout un pan de l'activité culturelle et théâtrale pragoise : il s'imprègne entre autres des œuvres de Milan Kundera, Kafka, ou Karel Čapek.
C'est là qu'il commence la rédaction de son premier roman, La Danse du fumiste, publié en 1979. Ce roman est présenté sous la forme d'un « monologue d'une seule phrase... coupé par un point-virgule en plein milieu »,. Paul Emond y joue des possibilités métonymiques et, en racontant les aventures d'un certain Caracalla, livre en fait la « rocambolesque histoire d'un langage en quête éperdue de son histoire »,.
À Prague, il rencontre Maja Polackova, avec laquelle il se marie et qui développe à ses côtés une œuvre importante d'artiste plasticienne.
De retour en Belgique, il devient attaché scientifique aux Archives et Musée de la littérature où il est responsable des archives théâtrales.
Philippe Sireuil, alors codirecteur du théâtre Varia, lui commande sa première pièce (créée en 1986), Les Pupilles du tigre, qui traite des questions de mort et de représentation en art. Il en réécrit plusieurs fois le texte pour répondre aux souhaits du metteur en scène, désireux d'une représentation statique. Le critique littéraire belge Marc Quaghebeur écrit que la pièce, en conséquence, intériorise « à l'excès la veine goguenarde, alimentée dans une langue drue, qui fait le talent de l'auteur de Tête à tête, et qui irrigue les lettres belges depuis La Légende d'Ulenspiegel ».
Une vingtaine de pièces originales et autant d'adaptations théâtrales suivront, montées en Belgique, en France et dans d'autres pays.
En 1980, Paul Emond participe, à la demande de Jacques Sojcher, à la rédaction d'un ouvrage collectif La Belgique malgré tout, parvenant, écrit Marc Quaghebeur, à « nouer en un discours cohérent toutes les formules usuelles de la vie quotidienne en Belgique francophone », utilisant la « langue interdite, celle qui se parle mais ne peut soutenir le surmoi du modèle français ».
À partir de 1988, il donne des cours à temps partiel à l'Institut des arts de diffusion (IAD), activité qu'il exerce à temps plein à partir de 1993 en quittant les archives littéraires tout en continuant à écrire. Il est également, pendant quelques années, professeur à l'École des arts visuels de La Cambre.
Le 8 janvier 2011, il est élu au fauteuil 1, précédemment et successivement occupé par Henry Carton de Wiart, Hilaire Duesberg, Charles Moeller et Lucien Guissard, de l'Académie royale de langue et de littérature françaises de Belgique.
Il anime régulièrement des ateliers d'écriture théâtrale. Il est considéré par Paul Aron comme « l'auteur de quelques-unes des meilleures études sur l'histoire du théâtre belge. ».

## Œuvres
Liste de ses œuvres.

### Romans
- La Danse du fumiste, Éditions Jacques Antoine, 1979, puis Éditions Labor, Espace Nord (prix triennal du roman de la Communauté française de Belgique).
- Plein la vue, qui conte l'histoire d'un faux aveugle, Éditions Jacques Antoine,1981, puis Labor, Espace Nord.
- Paysage avec homme nu dans la neige, où la phrase tend à revenir classique[12]
- Tête à tête, Éditions Les Eperonniers, 1989, puis Labor, Espace Nord.
- La Visite du plénipotentiaire culturel à la basilique des collines, Labor, 2005.

### Autres fictions narratives
- « Profils presque perdus », dans Maja Polakova, L'Homme des villes, CFC Éditions, 1998.
- « Abraham et la femme adultère », dans Jacques De Decker et Paul Emond, Histoires de tableaux, CFC Éditions, 2005.
- L'Homme aux lunettes blanches et autres récits, Éditions La Muette, 2011.
- Les Vingt-quatre victoires d'étape du peintre Belgritte, Maelström 2013.
- Les Aventures de Mordicus (mises en images par Maja Polackova), Maelström, 2014.

### Théâtre
- Les Pupilles du tigre, Éditions Didascalies, 1986.
- Convives, Les Éperonniers, 1990 (Prix triennal du théâtre 1993)
- Inaccessibles Amours, Théâtre Ouvert, 1992, puis Éditions Lansman.
- Moi, Jean-Joseph Charlier, dit Jambe de bois, héros de la révolution belge, Cahiers du Rideau de Bruxelles, 1994.
- Malaga, Éditions Lansman, 1995.
- Caprices d'images, Théâtre Ouvert, 1996, puis Éditions Lansman.
- À l'ombre du vent, Éditions Lansman, 1998.
- Le Royal, Éditions Lansman, 1998.
- Grincements et autres bruits, Éditions Lansman, 1999.
- Quatuor, Alternatives théâtrales, n°60, 1999.
- Seul à Waterloo, seul à Sainte-Hélène, Éditions Lansman, 2000.
- Contes de l'errance 1 (avec Gilles Boulan et Jean-Daniel Magnin), Éditions Lansman, 2002.
- « Survie » dans Cinq petites comédies pour une Comédie, Éditions Lansman, 2003.
- Contes de l'errance 2 (avec Gilles Boulan et Jean-Daniel Magnin), Éditions Lansman, 2004.
- Les Îles flottantes, Éditions Lansman, 2005.
- Le Sourire du diable, Éditions Lansman , 2007.
- Histoire de l'homme, tome 1, Éditions Lansman, 2007.
- Il y a des anges qui dansent sur le lac, Éditions Lansman, 2009.
- Mon chat s'appelle Odilon et Tête à tête, Éditions Lansman, 2009.
- La Danse du fumiste (adaptation du roman du même nom), Cahiers du Poème 2, 2011
- Histoire de l'homme, tome 2, Éditions Lansman, 2018.
- Créon suivi de Loin d'Antigone, Les Oiseaux de Nuit Editions, 2022  (ISBN 978-2-931101-54-4)
- La part des flammes (deux variations), Les Oiseaux de Nuit Editions, 2023  (ISBN 978-2-931101-63-6)

### Traductions et adaptations théâtrales publiées
- Le Roi Lear de Shakespeare, Cahiers du Rideau de Bruxelles, 1994 ;
- Le Marchand de Venise de Shakespeare, Éditions Lansman, 1995 ;
- Les Bacchantes d'Euripide, Éditions Lansman, 1997 ;
- La Grande Magie d'Eduardo De Filippo, Éditions Le Cri, 2003 ;
- Tristan et Yseut, Maelström, 2007, joué par les Les Baladins du miroir ;
- Nous sommes tous des K (libre adaptation du Château de Franz Kafka), Éditions Lansman, 2013 ;
- Moby Dick d'Herman Melville, Éditions Lansman, 2014 ;
- Madame Bovary de Gustave Flaubert, Maelström, 2015.

### Essais et articles
- La Mort dans le miroir, Éditions Jacques Antoine, 1973 ;
- « Toi, celui qui attendait que tu le rejoignes… » in Jean Sigrid, Bijoux de famille. Pitié pour Violette, Textes pour Didascalies, 5, février 1983 ;
- « Des faiseurs de théâtre… à Bruxelles aussi », in Thomas Bernhard, Le faiseur de théâtre, Bruxelles, Théâtre national de Belgique, 1987 ;
- « Le théâtre et le froid », Alternatives théâtrales, n° 31-32, mai 1988 ;
- Lettre à l'acteur au pied de nez Alternatives théâtrales, n° 47, décembre 1994 ;
- Une forme du bonheur, Éditions Lansman, 1998 ;
- « Conversation avec Paul Emond », co-écrit avec Jeff Kowatch, Éditions TANDEM, 2016.

### Traductions romanesques
- Une saison à Paris de Dominik Tatarka, traduit du slovaque avec Maja Polackova, Éditions de l'Aube, 1993.
- Le Producteur de bonheur de Vladimir Minac, traduit du slovaque avec Maja Polackova, Labor, 1995.

## Distinctions
- 1974 - Prix  Emmanuel Vossaert pour son essai La Mort dans le miroir[13] ;
- 1982-1985 - Prix triennal de théâtre en langue française (avant d'être renommé, en 2023, Espiègle de la prose) pour La Danse du fumiste
- 1993-1996 -  Prix triennal de théâtre (avant d'être renommé, en 2023, Espiègle d'écriture dramatique) pour Convives
- 1995, Prix Herman Closson[14] de la SACD, section belge, pour l'ensemble de son œuvre théâtrale[15].
- 2006 - Prix André Praga (jury Françoise Mallet-Joris, Roland Beyen, Jacques De Decker) pour Le Sourire du diable créé à l'Atelier Théâtral de Louvain-la-Neuve[16]